# Parthenicus becki
Parthenicus becki är en insektsart som beskrevs av Knight 1968. Parthenicus becki ingår i släktet Parthenicus och familjen ängsskinnbaggar. Inga underarter finns listade i Catalogue of Life.